# Berlin-Ouest
1949–1990
Entités précédentes :
- Allemagne occupée (Trizone)

Entités suivantes :
- Land de Berlin (République fédérale d'Allemagne)

| Localisation de l'Allemagne de l'Ouest en Europe |

| Localisation de l'Allemagne de l'Ouest en Europe |

Berlin-Ouest est la partie ouest de la ville allemande de Berlin ayant eu une identité propre de la création de la Trizone le 3 juin 1948 jusqu’au traité de Moscou du 12 septembre 1990. Elle résulte donc du ralliement, en 1945, après la Seconde Guerre mondiale, des zones de Berlin contrôlées par les trois puissances occidentales victorieuses (les États-Unis, le Royaume-Uni et la France) face à Berlin-Est, sous contrôle soviétique.
Alors que Berlin-Est devient la capitale de la République démocratique allemande (RDA) en 1949, Berlin-Ouest n’a jamais été officiellement gouvernée par la République fédérale d’Allemagne (RFA) et est restée un secteur d'abord occupé puis géré  par les trois puissances occidentales mais devenant progressivement autonome.
La frontière qui existe entre Berlin-Ouest et Berlin-Est est physiquement matérialisée par le mur de Berlin, du 13 août 1961 jusqu’à la décision annoncée à des journalistes est-allemands et étrangers le 9 novembre 1989 à 18 heures 57 par Günter Schabowki,« Secrétaire du Comité central du SED pour l'Information » (en quelque sorte, l'équivalent d'un porte-parole gouvernemental), la direction du S.E.D. (parti socialiste unifié de l'Allemagne de l'Est) ayant décidé d'ouvrir les points de passage à partir de Berlin-Est vers Berlin-Ouest.

## Nom
Dans la partie ouest de la ville, tout comme en Allemagne de l'Ouest, l'orthographe officielle est Berlin (West). En RDA, en revanche, on utilise le terme « Unité politique spéciale » (qui est la désignation officielle dans les documents des Alliés) ou « Unité politique indépendante de Berlin-Ouest », tandis que « Berlin, capitale de la RDA » désigne Berlin-Est. Ainsi, à l'époque de la guerre froide, la différence de termes employés permettait de reconnaître l'origine ou la localisation politique d'un texte.
Cette désignation utilisée en RDA devait d'une part souligner une démarcation politique de Berlin-Ouest et son indépendance par rapport à la République fédérale d'Allemagne, et d'autre part éviter que la partie est de la ville, désignée comme « capitale de la RDA », ne soit perçue que comme une moitié de ville. Dans sa forme courte, l'orthographe Westberlin est longtemps utilisée en RDA.

## Statut
La Loi fondamentale pour la République fédérale d'Allemagne de 1949 et la Constitution de Berlin de 1950 désignent d'emblée l'ensemble de Berlin ou explicitement le « Grand Berlin » comme Land de la République fédérale d'Allemagne, mais cette disposition ne s'applique pas. L'accord quadripartite sur Berlin de 1971 stipule que les trois secteurs occidentaux ne constituent pas une « partie constitutive » de la République fédérale. Dans les faits, Berlin-Ouest est toutefois un Land de la République fédérale d'Allemagne de 1949 à 1990 ; du côté occidental, et en particulier du côté des Alliés occidentaux et de l'Allemagne de l'Ouest, on a toujours souligné les « liens de Berlin (Ouest) avec la Confédération ». Par exemple, les lois et règlements de la République fédérale d'Allemagne ne s'appliquaient pas directement à Berlin, mais étaient — à quelques exceptions près, comme la loi sur le service militaire obligatoire — adoptés par acclamation par la Chambre des députés de Berlin.

## Histoire

### Arrivées des forces occidentales

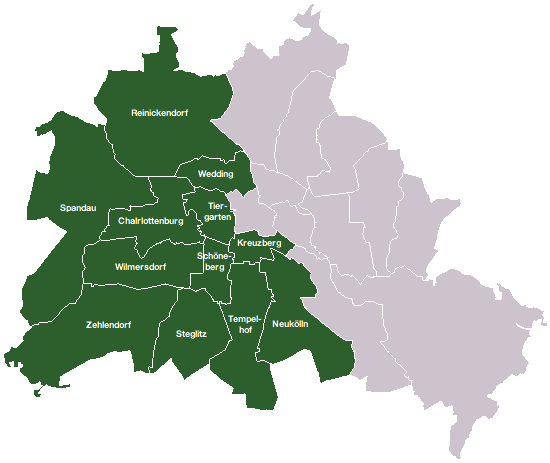
Nom des différents districts de Berlin-Ouest.

Carte de l'Ouest et Berlin-Est, les passages frontaliers, les réseaux métropolitains (Utilisez la carte interactive).

À l’occasion de la conférence de Yalta, tenue du 2 au 11 février 1945, les Alliés de la Seconde Guerre mondiale s’accordent pour diviser l’Allemagne en quatre secteurs d’occupation. L’ancienne capitale du Troisième Reich, Berlin, est également concernée par ce plan de partage.
En vertu de l'application de ces accords, l'Armée rouge qui occupait jusqu'alors en totalité la ville, évacue donc pendant l’été 1945 les districts ouest, où elle avait combattu les derniers nids de résistance nazie au printemps.
Les Occidentaux s’y installent et chacun de ces districts ouest sont répartis sous l’autorité de l’un des Alliés.
- Secteur américain : les districts de Kreuzberg, Neukölln, Tempelhof, Schöneberg, Steglitz et Zehlendorf. 983 000 habitants en janvier 1947[2].
- Secteur britannique : les districts de Tiergarten, Charlottenburg, Wilmersdorf et Spandau. 615 000 habitants en janvier 1947.
- Secteur français : les districts de Reinickendorf et Wedding. 433 000 habitants en janvier 1947.

La zone soviétique compte quant à elle 1 183 000 habitants pour une population totale à Berlin de 3 214 000 habitants en janvier 1947.
Cependant, l'existence d’enclaves ouest-berlinoises en secteur oriental amène les Occidentaux à accepter quelques aménagements territoriaux en modifiant les limites de leurs districts, parfois au bénéfice des Soviétiques. Lors de la création de la RDA, et plusieurs fois par la suite, des territoires administrativement berlinois avant-guerre sont ainsi rattachés au Brandebourg ou changent de secteur au sein de Berlin (comme la partie ouest de Staaken).

### Scission administrative du Grand Berlin
Dès le mois de mai 1945, après la signature de la capitulation allemande, les Soviétiques investissent un premier magistrat à leur solde en la personne d’Arthur Werner ainsi qu’un gouvernement provisoire composé d’anciens membres du KPD allemand qui avait auparavant été dissous.
Les premières élections municipales d’après-guerre ont lieu le 20 octobre 1946 dans les quatre secteurs d’occupation et se soldent par une nette victoire du SPD devant la CDU et le SED communiste. Mais une opposition politique croissante tant dans l’administration quotidienne de la ville que dans les délibérations du conseil municipal se développe, allant jusqu’à des émeutes et des occupations de locaux dans les secteurs ouest, une agitation probablement alimentée par les communistes, bien que désavouée officiellement par les élus du SED.
Un nouveau scrutin municipal devait se tenir le 5 décembre 1948, mais il n’est organisé que dans les secteurs ouest, les autorités soviétiques l’ayant interdit dans celui qu’elles administrent. À la suite de ces élections, Ernst Reuter est désigné comme maire.
Cependant, avant le scrutin, les élus du SED avaient organisé de leur côté dès le 30 novembre un « conseil des représentants de quartier » auquel participent de prétendues délégations des usines de la zone est. Ce conseil décide de réinvestir dans ses fonctions Arthur Werner, le premier magistrat loyaliste, et nomme Friedrich Ebert junior (le propre fils du  défunt président de la République) comme maire de l’agglomération du Grand Berlin. Celui-ci n’est pas reconnu comme tel dans les secteurs ouest de la ville. La division politique et administrative de la ville devient donc définitive.
La municipalité de Berlin-Ouest ne tarde pas à s’installer au Rathaus Schöneberg, l’hôtel de ville du district de Schöneberg en secteur américain (les locaux du Rotes Rathaus, l’hôtel de ville central, étant occupé par la municipalité communiste).

### Le blocus
Très vite, l’enclavement de Berlin-Ouest permet aux Soviétiques de faire pression sur les Occidentaux pour les amener à la table des négociations afin de conserver la prétendue unité de l’Allemagne, qui selon eux était menacée par les projets de réforme monétaire devant être opérée dans la Trizone.
Dès le 1er avril 1948, les premières restrictions de circulation sont appliquées contre le personnel allié devant transiter par la zone soviétique. Désormais, les mesures iront crescendo.
La création effective du Deutsche Mark le 20 juin 1948 incite les Soviétiques à mettre en place un blocus total du secteur ouest en violation des accords organisant le trafic et le fret entre Berlin-Ouest et les zones occupées de l’ouest.
En réaction, les Occidentaux organisent un pont aérien reliant Berlin-Ouest au reste de l’Allemagne occidentale, lui évitant ainsi l’asphyxie.
Face à cette détermination et à l’organisation d’un contre-blocus privant notamment le secteur soviétique du charbon de la Ruhr, l’URSS finit par lever le blocus le 12 mai 1949 à minuit.

### Berlin-Ouest, vitrine du monde occidental
À la suite de cet épisode, la partie ouest de la ville, îlot du « Monde libre » (selon la terminologie occidentale) au milieu d’un « Océan communiste », sera très vite promue comme vitrine du système capitaliste et est donc, à ce titre, massivement subventionnée par le gouvernement de la RFA naissante, aides qui couvraient plus de la moitié du budget de Berlin-Ouest.

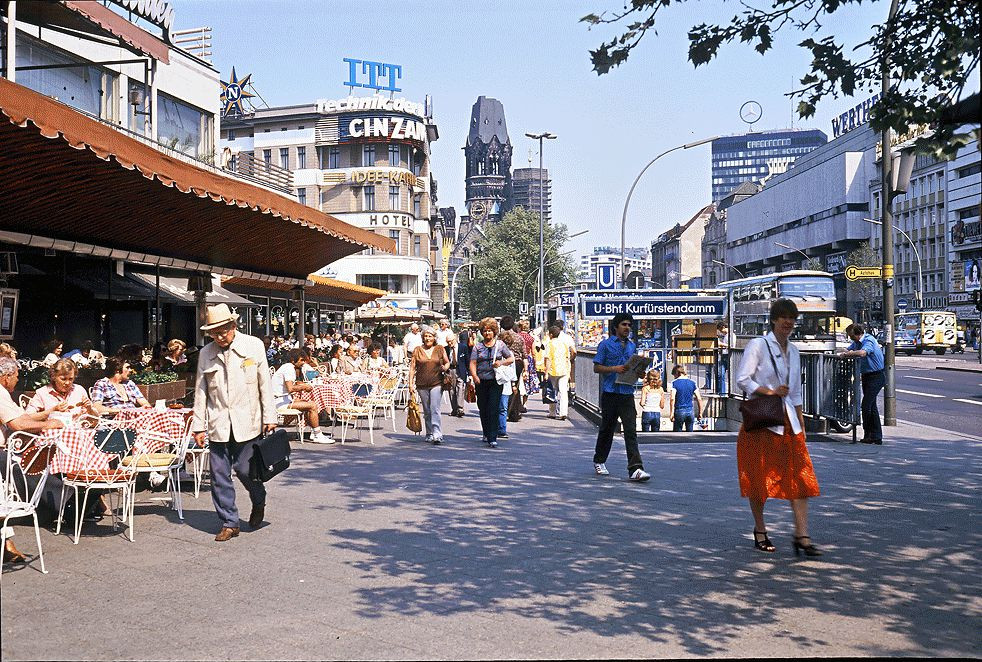
Le Kurfürstendamm, vitrine de Berlin-Ouest, en 1981.

Ainsi, les entrepreneurs reçoivent des aides considérables comme la « prime Zitter », un prêt à 6 % garanti, qui était censé pallier le manque chronique de main-d’œuvre. Les salariés berlinois même étaient choyés : une prime spécifique (le Berlinzuschlag) leur était versée, récompensant leur fidélité à la ville.
Grâce à ces mesures, Berlin ne tarde pas à retrouver alors le dynamisme qu'elle avait auparavant. Même si historiquement, l’industrie a toujours eu un poids important dans l’économie locale et notamment lors de la reconstruction et développement économique de la ville ; les sociétés de service laissent aussi leur empreinte et deviennent parmi les plus gros employeurs. Cependant, la fonction publique reste le premier pourvoyeur d’emploi.
Les chantiers de reconstruction donnent l’occasion à de nombreux architectes de démontrer leur talent, tel : Le Corbusier avec son Unité d’habitation qu’il fait construire en 1957 à Charlottenburg. Le Kurfürstendamm devient le nouvel épicentre de vie ouest-berlinois : le Kaufhaus des Westens, le plus vaste des grands magasins d’Europe, qui se trouve à proximité, rouvre dès 1950.
Berlin-Ouest se dote également de nouveaux équipements et institutions : en 1948 est fondé l’université libre de Berlin (qui deviendra bientôt la rivale de l’université Humboldt de Berlin-Est), ainsi que l’université technique de Berlin. D’autres projets significatifs voient également le jour à Berlin-Ouest durant cette période, comme la rocade autoroutière, la Deutschlandhalle et le Deutsche Oper Berlin.

### Le Mur

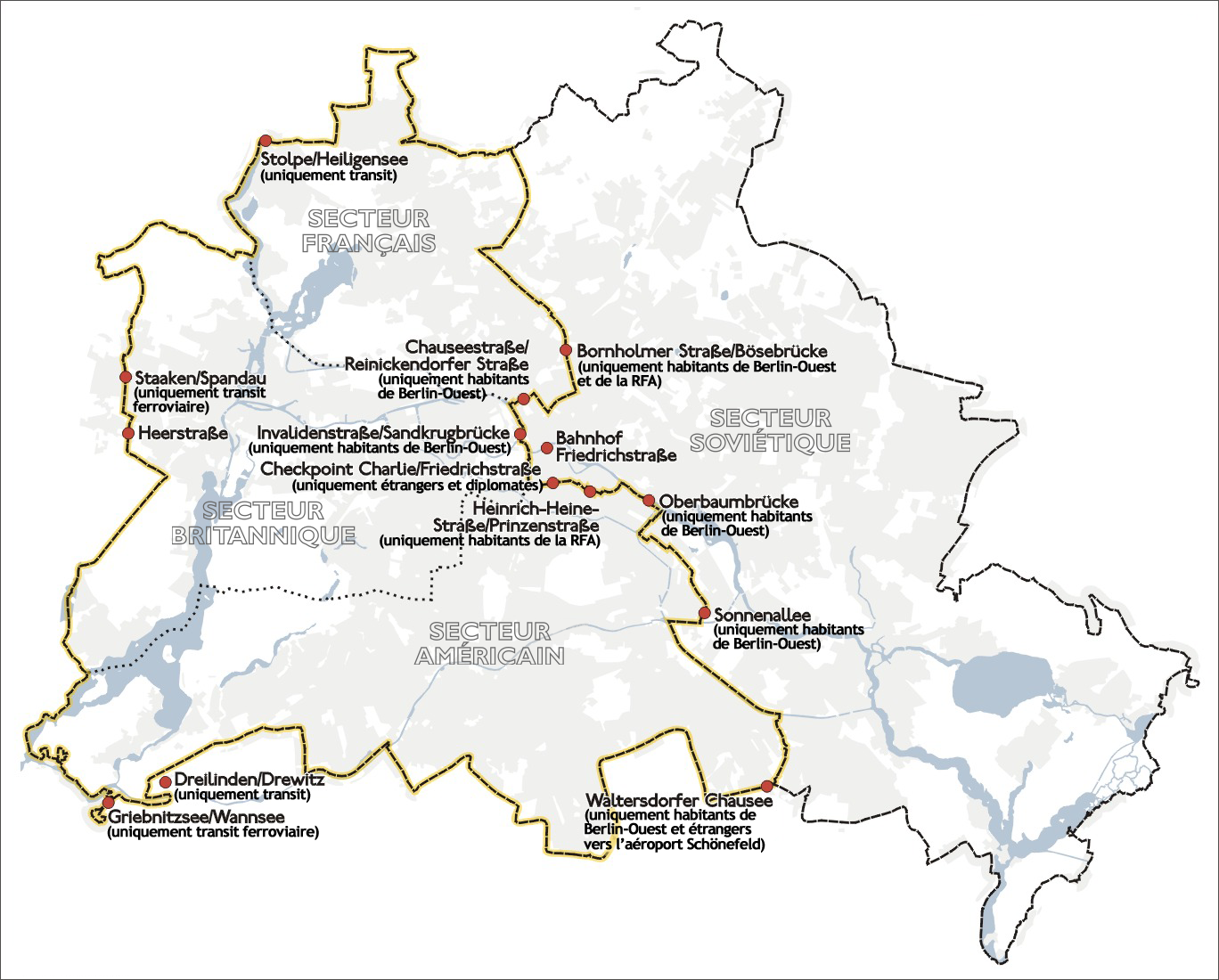
Les secteurs d’occupation de Berlin, avec le tracé du Mur (en orange) et les points de passage (1989).

Cette opulence qui règne dans la zone ouest de la ville ne tarde pas à attirer un nombre croissant de citoyens de la République démocratique allemande en quête de liberté, d’autant plus que cette frontière urbaine est difficilement contrôlable, contrairement aux zones rurales qui sont déjà très surveillées. Ainsi entre 1949 et 1961, de 2,6 à 3,6 millions d'allemands fuirent le régime communiste, privant celui-ci d’une main-d’œuvre indispensable au bon fonctionnement de son économie, à tel point qu’en 1961, la RDA est au bord de l’effondrement économique et social.
Afin d’éviter cette issue néfaste, dans la nuit du 12 au 13 août 1961, des équipes de maçons placés sous la protection et la surveillance de policiers et de soldats posent les premiers grillages et barbelés autour des 165 km de frontière séparant Berlin-Ouest de la RDA. La construction du Mur de Berlin est le résultat le plus tangible et durable de la longue crise diplomatique relative à la question allemande et au statut de Berlin ouverte en novembre 1958 par l'ultimatum adressé aux Occidentaux par Khrouchtchev. Elle ne soulève pas de protestation vigoureuse des Occidentaux, puisqu’elle revient à maintenir de fait le statu quo issu de la Seconde Guerre mondiale. La seule réaction de grande fermeté est celle de Willy Brandt, maire de l’époque et futur chancelier, qui mobilise 300 000 Berlinois le 16 août 1961 pour une manifestation devant le « Rathaus Schöneberg », siège du gouvernement de Berlin-Ouest, et tente d'obtenir de Kennedy une réaction concrète des États-Unis.
Ces installations provisoires sont bientôt remplacées par un mur de briques, puis de béton armé, haut de 3,6 mètres. Le tout équipé de plus de 300 miradors, de chevaux de frise, d’alarme à détection de contact au sol et placés dans un no man's land de 30 à 500 mètres de large encerclé lui aussi par un deuxième mur d’une hauteur de 2 à 3 mètres. 25 points de passage furent aménagés à travers le Mur et représentaient 60 % du total des passages entre RDA et RFA (via Berlin-Ouest) :
- 13 par la route (dont le fameux Checkpoint Charlie, qui était réservé aux étrangers et aux diplomates ; ainsi que Checkpoint Bravo) ;
- 4 par voie ferrée ;
- 8 par voie d’eau.

À la veille de la chute du mur en novembre 1989, 1 500 soldats et 500 civils sont affectés à sa surveillance permanente. Les conditions d’accès à Berlin-Ouest imposées par les autorités est-allemandes sont draconiennes :
- Les passages aux frontières font l’objet de tracasseries administratives longues et fastidieuses.
- Le transit aérien au-dessus du territoire de la RDA ne peut se faire que par l’intermédiaire de couloirs aériens partant des aéroports de Hambourg, Francfort-sur-le-Main, Munich et rejoignant celui de Tegel, le principal aéroport berlinois.
- Il est interdit aux trains venant de l’Ouest et circulant sur trois axes prédéfinis de s’arrêter en territoire est-allemand.
- Le transit routier se fait par trois « autoroutes de transit », sur lesquelles les conducteurs occidentaux ne peuvent s’arrêter que sur des aires de repos et des stations-services qui leur sont spécialement réservés. Celles-ci sont équipés de magasins d’État qui offrent des produits occidentaux payables en Deutsche Mark (ces endroits étaient donc théoriquement interdits aux Allemands de l’Est).
- Les rapports entre citoyens de la RDA et les voyageurs occidentaux en transit sont prohibés.

Après avoir été scindée en deux politiquement, administrativement, puis économiquement, la ville de Berlin est désormais séparée physiquement. Nombreuses sont les familles berlinoises brisées par ce mur que l’on surnommera bientôt le « mur de la honte » et qui restera debout pendant 28 ans.

### Un dynamisme galvanisé
L’isolement physique de Berlin n’entame pas le dynamisme économique, social et culturel de ses habitants : au contraire, la partie occidentale devient plus exubérante et plus libertaire encore.
De nouvelles constructions avant-gardistes continuent à sortir de terre : la Philharmonie de Berlin, l’Europa-Center, la cité de Gropiusstadt.
L’aéroport de Tegel se dote lui aussi de structures modernes et le réseau du métro de Berlin connait l’une des expansions les plus importantes de son histoire.
En 1974, on rénove le stade olympique à l’occasion de la Coupe du monde de football.
Cependant, ces choix de société interpellent : durant l’année 1968, les étudiants de l’Université Libre deviennent le foyer d’une révolte qui enflamme bientôt toute la population ouest-berlinoise. À l’instar d’événements similaires en France, les rues sont le théâtre de violents affrontements entre policiers et manifestants.
Le 3 septembre 1971, l’accord quadripartite sur Berlin est conclu : les occidentaux garantissent l’indépendance de Berlin-Ouest par rapport à la RFA tandis que l’URSS promet de ne pas entraver la circulation entre ces deux territoires.
Mais la crise de 1968 persiste et quelques années plus tard, une crise du logement s’ajoute, conjuguée à une spéculation immobilière effrénée entraînant une multiplication des appartements inoccupés. C’est dans le district de Kreuzberg, foyer traditionnel de mouvements gauchistes, qu’est créé à la fin des années 1970 un « mouvement de sans-abris » particulièrement massif et entreprenant. Ce mouvement atteint son paroxysme en juillet 1981 en occupant jusqu’à 165 logements. Presque la moitié de ces squats sont régularisés trois ans plus tard et les autres sont évacués.
De 1982 à 1986, Berlin-Ouest (tout comme sa jumelle Berlin-Est) entreprend des travaux d’embellissement pour fêter les 750 ans de la cité. Ainsi, on fait reconstruire la Breitscheidplatz et on réhabilite les gares de banlieue et les stations de métro.

### La réunification
La situation qui était restée figée depuis quarante ans change très brusquement à la faveur des bouleversements politiques intervenus en RDA en 1989. Le gouvernement communiste aux abois, fragilisé par les mouvements populaires qui réclamaient plus de liberté, n’eut pas d’autre solution que de laisser ses compatriotes franchir le Mur afin de visiter la « vitrine du Monde occidental ». La réunification de l’Allemagne et de Berlin était en marche.
Le 9 novembre 1989, dans la soirée, après l'annonce faite à 18 H 57 par la direction du S.E.D., une première brèche s’ouvre, suivies de nombreuses autres dans les jours qui viennent. L’afflux des Allemands de l’Est est tel que les gardes-frontières dépassés eux aussi par les événements finissent par ne plus rien contrôler.
La porte de Brandebourg, lieu symbolique de la division de la ville, est finalement rouverte le 22 décembre 1989 devant une foule enthousiaste en présence du maire de Berlin-Ouest Walter Momper, de son homologue de l’Est Erhard Krack, du chancelier fédéral Helmut Kohl et du président du conseil de la RDA Hans Modrow.
On démantèle presque aussitôt le mur de la Honte : plusieurs habitants se mettent également à la tâche, en empoignant pioche, marteau et burin pour détacher des éclats de ciment du mur, afin d’en faire des souvenirs.
Les deux municipalités travaillent dès lors en étroite collaboration, pour canaliser les efforts de citoyens enthousiasmés par une réunification imminente et les deux assemblées municipales tiennent leur première réunion commune au Rotes Rathaus (ancien hôtel de ville central) le 12 juin 1990.

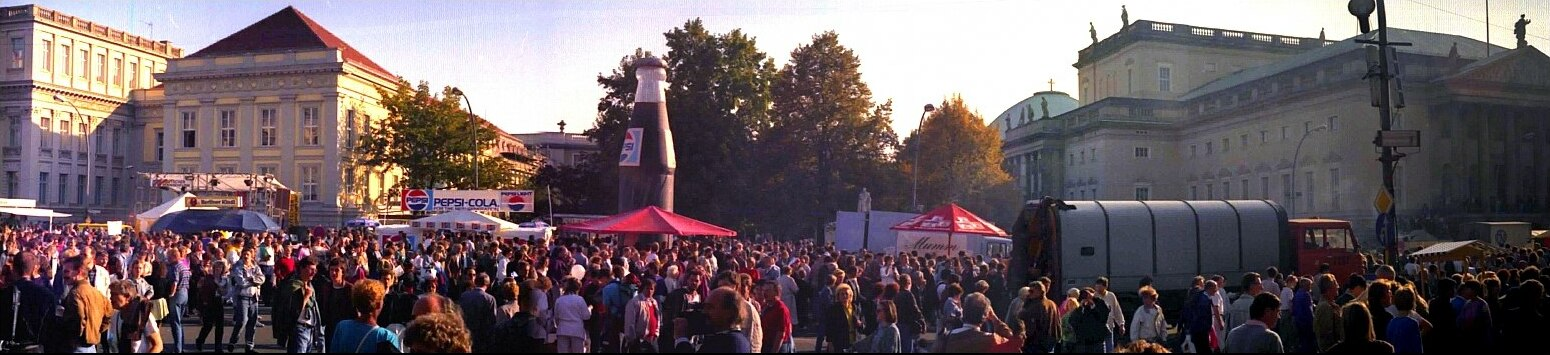
Ce mercredi 3 octobre 1990, une foule se trouve sur l'avenue Unter den Linden pour fêter la réunification de la RDA et la RFA avec des objets publicitaires de Pepsi-Cola… journée annonçant de nouvelles formes de consommation pour les Allemands de l'Est, avec l'arrivée d'un camion-poubelle.

Le 3 octobre 1990, Berlin retrouve son unité, le même jour que celle de l’Allemagne tout entière, en redevenant aussi sa capitale unique. La Constitution de Berlin votée pourtant par le Sénat ouest-berlinois quarante ans auparavant le 1er septembre 1950 et valable pour l’ensemble du Land, entre en application au moment de la réunification de la ville, pendant que sont organisées les premières élections municipales communes.

## Place au sein de la RFA
En vertu du statut quadripartite de Berlin, Berlin-Ouest ne faisait pas partie à part entière de la RFA. Seules des conditions spéciales étaient reconnues par les Alliés. Néanmoins, des manifestations officielles de la RFA étaient régulièrement organisées à Berlin-Ouest, ce qui conduisait régulièrement à des protestations de la part des Soviétiques.
Le Bundestag n’avait pas le droit de voter des lois s’appliquant à Berlin-Ouest. Les lois fédérales étaient votées par le parlement berlinois, appelé « Chambre des députés » (Abgeordnetenhaus) et non Landtag, et devenaient alors applicables. De plus, les députés ouest-berlinois au Bundestag n’avaient qu’une voix consultative : ils n’étaient pas élus au suffrage direct par la population, mais désignés indirectement par la chambre des députés de la ville. Par opposition, les représentants de Berlin à la Bundesversammlung (Assemblée chargée de l’élection du président fédéral) avaient voix délibératoire : les Alliés n’y avaient opposé aucune objection.
Les résidents de Berlin-Ouest étaient exemptés de la conscription. Dans certains domaines, par exemple les aéroports ouest-allemands, le maire de Berlin n’avait pas d’autorité directe sur les services de l’administration berlinoise, car ces domaines étaient au premier chef surveillés par les Alliés.
Jusque dans les années 1980, au sein des ouvrages juridiques et de jurisprudence, il fut longtemps question de savoir si Berlin-Ouest devait être considéré comme territoire occupé et incapable de l’État allemand.
| Nom            | Nom                    | Mandat     | Mandat     | Parti |
| -------------- | ---------------------- | ---------- | ---------- | ----- |
|                | Ernst Reuter           | 07/12/1948 | 29/09/1953 | SPD   |
|                | Walther Schreiber      | 22/10/1953 | 11/01/1955 | CDU   |
|                | Otto Suhr              | 11/01/1955 | 30/08/1957 | SPD   |
|                | Franz Amrehn*          | 30/08/1957 | 03/10/1957 | CDU   |
|                | Willy Brandt           | 03/10/1957 | 01/12/1966 | SPD   |
|                | Heinrich Albertz       | 01/12/1966 | 19/10/1967 | SPD   |
|                | Klaus Schütz           | 19/10/1967 | 02/05/1977 | SPD   |
|                | Dietrich Stobbe        | 02/05/1977 | 23/01/1981 | SPD   |
|                | Hans-Jochen Vogel      | 23/01/1981 | 11/06/1981 | SPD   |
|                | Richard von Weizsäcker | 11/06/1981 | 09/02/1984 | CDU   |
|                | Eberhard Diepgen       | 09/02/1984 | 16/03/1989 | CDU   |
|                | Walter Momper          | 16/03/1989 | 24/01/1991 | SPD   |
| * Par intérim. |                        |            |            |       |

## Territoires isolés
Jusqu’à la fin des années 1980, Berlin-Ouest possédait plusieurs territoires isolés au sein même de la RDA. Ces enclaves furent peu à peu incorporées au territoire de Berlin-Ouest  ou cédées à la RDA (par exemple le triangle de Lenné dans le centre de la ville). L’exemple le plus connu fut Steinstücken, qui était la seule enclave habitée de façon permanente. Jusqu’à la construction d’une route de liaison vers Berlin-Ouest, la population y fut ravitaillée en partie par des hélicoptères de l’armée américaine. Ces procédures d’échange prirent fin en 1988, avec l’accord des deux parties sur le fait qu’il n’y avait plus de territoire à échanger.